# Ewarton
Ewarton – miasto w środkowej Jamajce, w regionie Saint Catherine i hrabstwie Middlesex. W mieście znajduje się [[[ort lotniczy Ewarton]].